# 육군 독립기갑연대
육군 독립기갑연대는 육군본부 직할의 기갑과 기병 혼합부대이었다.

## 역사
남조선국방경비대는 1948년 1월 1일 경기도 수색 제1여단내에 수색대를 창설하고 장갑 제1, 기병 제2 중대를 편성하였다. 1948년 7월 4일에는 수색에서 용산 서빙고로 이동하여 1948년 7월 10일 조선경비대 총사령부 잠정 특별부대 사령부 예하 수색대로 개편을 보았다. 1948년 9월엔 서빙고에서 김포로 이동하였으며, 1948년 11월 25일에는 김포에서 서빙고로 다시 이동하여 이 날자로 수색단으로 승격함과 동시에 초대단장에 이용문 소령(일본 육사 제50기·소좌)이 보임되었다. 1948년 12월 5일에는 수색단이 기갑단으로 승격되었다. 1948년 12월 10일에는 기갑단 기갑연대로 승격, 연대장에 이용문 소령이 유임되었다. 1949년 4월에는 기병부대를 창설(2개중대 편성·말 3백50두)하였다.
1950년 6.25 전쟁 개전 초기 활약을 펼쳤으며 기병대대는 1951년 1.4후퇴 이후 해체된 것으로 추정되며 장갑대대 등은 그 후 제1기갑기계화보병여단으로 명백이 이어진다. 

## 6.25 개전 당시 편성
- 장갑대대
- 기병대대
- 보병대대